# Upal
Upal è una piccola città situata nello Xinjiang occidentale, in Cina. In cinese: (烏帕爾) in tagiko: (баланд) quasi posto ai confini con: Tagikistan e Kirghizistan, e si trova sulla strada del karakorum, quasi vicino a kashgar. 

## Strada del Karakorum
Oggi Upal si trova sulla Strada del Karakorum, che segue l'antica via della seta dalla Cina al Pakistan. Partendo dalla Cina, si trova circa 50 km a sud-ovest di Kashgar, o circa 180 km a nord del Tashkurgan.
Esistono anche servizi passeggeri tra il Tashkurgan e le città pakistane di Sust e Gilgit, ed il servizio stradale tra Kashi e Gilgit (tramite Tashkurgan e Sust) è attivo dall'estate 2006. Il confine tra Cina e Pakistan presso il passo Khunjerab (il più alto confine del mondo) è aperto ogni anno tra il 1º maggio ed il 15 ottobre. In inverno le strade sono chiuse causa neve.

## Etimologia
upál- in sanscrito significa 'una pietra nobile', e condivide la radice indoeuropea con il greco opallios, da cui deriva anche l'italiano "opale".
Le ricerche portate avanti da Gene Matlock hanno dimostrato l'esistenza di un'antica casta indiana orientale chiamata Upal, equivalente all'ebreo "Ophal" [Ophel (2 Chr. 28:3)]. Il termine completo era comunque "Qhpl", collina, e derivava dal verbo "qhopel", ovvero "gonfia". Allo stesso modo upálá e aupálá significano semplicemente "pietra" e "pietroso", che è una variante di upárá, macina e lastra per l'erba di Soma.